# Andravory
Andravory is een plaats en commune in het noorden van Madagaskar, behorend tot het district Vohemar dat gelegen is in de regio Sava. Een volkstelling in 2001 telde het inwonersaantal op 5.036.
De plaats biedt alleen lager onderwijs aan. 99,5% van de bevolking werkt er als landbouwer. De belangrijkste landbouwproducten zijn rijst en vanille, een ander belangrijk product is koffie. Verder is 0,5% actief in de dienstensector.